# 西蒙·武克切維奇
西蒙·武克切維奇（西里尔字母：Симон Вукчевић，Simon Vukčević，1986年1月29日—）是一位黑山足球員，司職中場。

## 生平
胡錫域出身柏迪遜青訓系統，在青年隊逗留兩年後獲提升上一隊。2006年1月他轉投俄超球會莫斯科土星，據報身價高達700萬歐元，但演出未如理想，更一度被貶落預備隊。
2007年夏季胡錫域加盟葡超球會里斯本竞技，初時轉會費訂為400萬歐元，但莫斯科土星要求收取未來轉會20%分紅而差點拉倒，最終雙方同意將轉會費下調至200萬歐元，而未來的轉會費則五五分賬。2010年1月里斯本竞技支付200萬歐元予莫斯科土星買斷胡錫域未來轉會費的餘下50%權益。
2011年8月23日胡錫域登陸英超效力布力般流浪，簽署三年合約，轉會費沒有透露。

## 外部連結
- National Football Teams （页面存档备份，存于）
- Simon Vukčević at rfpl.org
- Simon Vukčević （页面存档备份，存于） at reprezentacija.rs